# Rhadinorhynchus atheri
Rhadinorhynchus atheri är en hakmaskart som först beskrevs av Farooqi 1981.  Rhadinorhynchus atheri ingår i släktet Rhadinorhynchus och familjen Rhadinorhynchidae. Inga underarter finns listade i Catalogue of Life.